# 荣冠战争
荣冠战争是前哥伦布时期中美洲国家之间盛行的一种仪式性的战争。这种战争发生在阿兹特克帝国及其敌人之间，包括特拉斯卡拉、韦霍钦戈（Huejotzingo）、乔鲁拉（Cholula）、阿特利斯科等国。
荣冠战争由阿兹特克君主蒙特祖马一世发明，目的是为了获取俘虏，来向太阳神献祭。荣冠战争与真实的战争有着本质的区别，是由两个敌对国家之间先沟通献祭的事宜并达成共识后发动的，因此基本不会发生伤亡，而俘虏则被用于活人献祭。